# Catasetum triodon
Catasetum triodon är en orkidéart som beskrevs av Heinrich Gustav Reichenbach. Catasetum triodon ingår i släktet Catasetum och familjen orkidéer. Inga underarter finns listade i Catalogue of Life.